# Paulo Londra
Paulo Ezequiel Londra Farías, mai cunoscut sub numele de Paulo Londra (n. 12 aprilie 1998, Córdoba, Argentina, Provincia Córdoba, Argentina) este un cântăreț de trap argentinian . 

## Biografie
Paulo Londra s-a născut pe 12 aprilie 1998 în Orașul Córdoba, Argentina. 
În timpul copilăriei și adolescenței a trăit într-o casă foarte unită; Potrivit lui Paulo, familia sa a fost întotdeauna alături de el și a primit mereu sprijin în cariera sa muzicală din partea ei. 

### Cariera muzicală
Și-a început cariera muzicală în ianuarie 2017 când a lansat primul său single, „Relax” 
El a primit un contract de la o casă de discuri multinaționale, cu toate acestea, a respins oferta.  În octombrie 2017, a călătorit în Columbia pentru a lucra cu producătorul Ovy la tobe și pe eticheta Big Ligas.  
În iulie 2019, artistul Ed Sheeran a colaborat cu Paulo Londra la una dintre piesele sale „Nimic pe tine”, care face parte din noul său album.  

## Discografie
- Homerun [9]